# Exhibit B: The Human Condition
Exhibit B: The Human Condition – dziewiąty album studyjny thrash-metalowej grupy Exodus wydany przez wytwórnię Nuclear Blast 7 maja 2010 roku. W ramach promocji do utworu "Downfall" został zrealizowany teledysk który wyreżyserował Jon Schnepp.

## Twórcy
- Rob Dukes – Wokal
- Gary Holt – Gitary
- Lee Altus – Gitary
- Jack Gibson – Gitara basowa
- Tom Hunting – Perkusja

## Lista utworów
Opracowano na podstawie materiału źródłowego.
| Nr  | Tytuł utworu                                               | Długość |
| --- | ---------------------------------------------------------- | ------- |
| 1.  | „The Ballad of Leonard and Charles”                        | 7:14    |
| 2.  | „Beyond the Pale”                                          | 7:40    |
| 3.  | „Hammer and Life”                                          | 3:31    |
| 4.  | „Class Dismissed (A Hate Primer)”                          | 7:15    |
| 5.  | „Downfall”                                                 | 6:22    |
| 6.  | „March of the Sycophants”                                  | 6:45    |
| 7.  | „Nanking”                                                  | 7:22    |
| 8.  | „Burn, Hollywood, Burn”                                    | 4:05    |
| 9.  | „Democide”                                                 | 6:36    |
| 10. | „The Sun Is My Destroyer”                                  | 9:33    |
| 11. | „A Perpetual State of Indifference” (utwór instrumentalny) | 2:25    |
| 12. | „Good Riddance”                                            | 5:33    |
| 13. | „Devil's Teeth” (utwór dodatkowy)                          | 4:13    |
|     |                                                            | 1:18:34 |

## Listy sprzedaży
| Lista                     | Kraj            | Pozycja |
| ------------------------- | --------------- | ------- |
| Ö3 Austria Top 40         | Austria         | 49      |
| MegaCharts                | Holandia        | 22      |
| Media Control Charts      | Niemcy          | 32      |
| Schweizer Hitparade       | Szwajcaria      | 53      |
| U.K. Top 50 (Indie chart) | Wielka Brytania | 35      |
| U.K. Top 40 (Rock chart)  | Wielka Brytania | 23      |